# Йове Кекеновски
Йове Кекеновски (на македонска литературна норма: Јове Кекеновски) е политик от Северна Македония, кмет на град Скопие от 1995 до 1996 година.

## Биография
Роден е на 6 септември 1962 година в скопското село Любанци. През 1990 година завършва Юридически факултет на Скопския университет. Между юни 1995 и ноември 1996 година е кмет на град Скопие. На 21 септември 2001 завършва магистратура. През 2004 защитава докторска дисертация в областта на местното самоуправление. В периода 2001-2002 е държавен секретар в министерството на околната среда и планирането. През 2005 година става доцент във Факултета по обществени науки в Скопие.